# Змієво (Калузька область)
Змієво (рос. Змиево) — присілок в Юхновському районі Калузької області Російської Федерації.
Населення становить 1 особу. Входить до складу муніципального утворення Присілок Упрямово.

## Історія
Від 2004 року входить до складу муніципального утворення Присілок Упрямово

## Населення
| 2002 | 2010 |
| ---- | ---- |
| 1    | →1   |